# C/2014 Q6 (PANSTARRS)
C/2014 Q6 (PANSTARRS) — одна з параболічних комет. Ця комета була відкрита 31 серпня 2014 року; вона мала 19.7m на час відкриття.